# Titiotus hansii
Espèce
Synonymes
- Eusparassus hansii Schenkel, 1950

Titiotus hansii est une espèce d'araignées aranéomorphes de la famille des Zoropsidae.

## Distribution
Cette espèce est endémique de Californie aux États-Unis,. Elle se rencontre dans les comtés de Butte, de Humboldt, de Mendocino, de Nevada, de Plumas, de Shasta, de Sierra, de Siskiyou, de Sonoma et de Trinity.

## Description
Le mâle décrit par Platnick et Ubick en 2008 mesure 9 mm et la femelle 11 mm.

## Publication originale
- Schenkel, 1950 : Spinnentiere aus dem westlichen Nordamerika, gesammelt von Dr. Hans Schenkel-Rudin. Verhandlungen der Naturforschenden Gesellschaft in Basel, vol. 61, p. 28-92.